# Bathyraja hesperafricana
Bathyraja hesperafricana és una espècie de peix de la família dels raids i de l'ordre dels raïformes.

## Morfologia
- Els mascles poden assolir 342 cm de longitud total.[4]

## Reproducció
És ovípar i les femelles ponen càpsules d'ous, les quals presenten com unes banyes a la closca.

## Hàbitat
És un peix marí i d'aigües profundes que viu entre 750-2.000 m de fondària.

## Distribució geogràfica
Es troba a l'oceà Atlàntic oriental central: des de Mauritània fins al Gabon.

## Observacions
És inofensiu per als humans.